# Teinogenys richardsae
Teinogenys richardsae är en skalbaggsart som beskrevs av Blackburn 1890. Teinogenys richardsae ingår i släktet Teinogenys och familjen Dynastidae. Inga underarter finns listade i Catalogue of Life.